# Ignacy Łopieński
Ignacy Łopieński (1. února 1865, Varšava – 23. listopadu 1941, tamtéž) byl polský grafik, medailér, sochař a malíř.
Łopieński šířil jako jeden z prvních v Polsku myšlenku grafického umění postaveného na stejnou úroveň s malířstvím a kresbou. Byl iniciátorem vzniku Spolku přátel grafického umění (Towarzystwo Przyjaciół Sztuk Graficznych), působícího v letech 1912–1914.
K jeho nejznámějším dílům patří Zátiší s lebkou (Martwa natura z czaszką, 1905) či Sehnutý mužský akt při pilování desky (Akt męski pochylony w pozie piłującego deskę, 1890). Je znám také grafickými reprodukcemi obrazů Jana Matejki. Mimo jiné je autorem portrétu Jaroslava Vrchlického (rytina dle kresby Jana Vilímka).

## Galerie

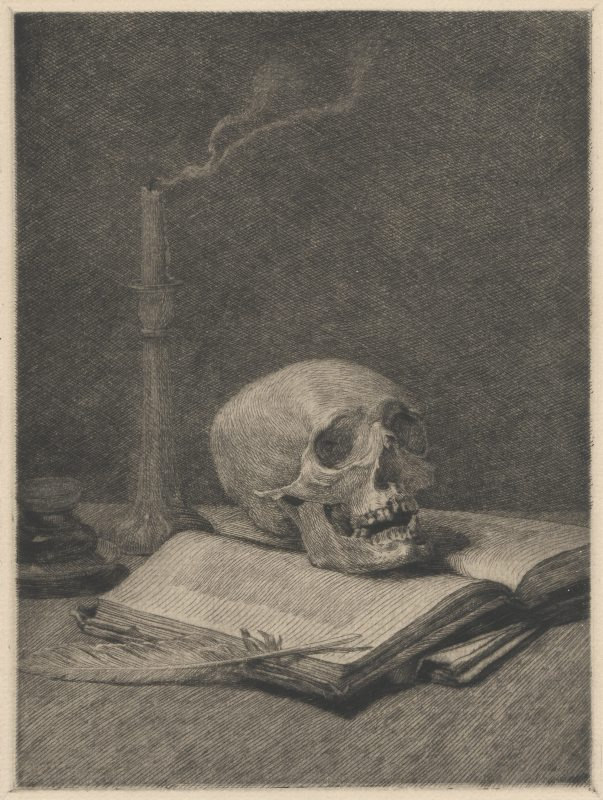
Zátiší s lebkou
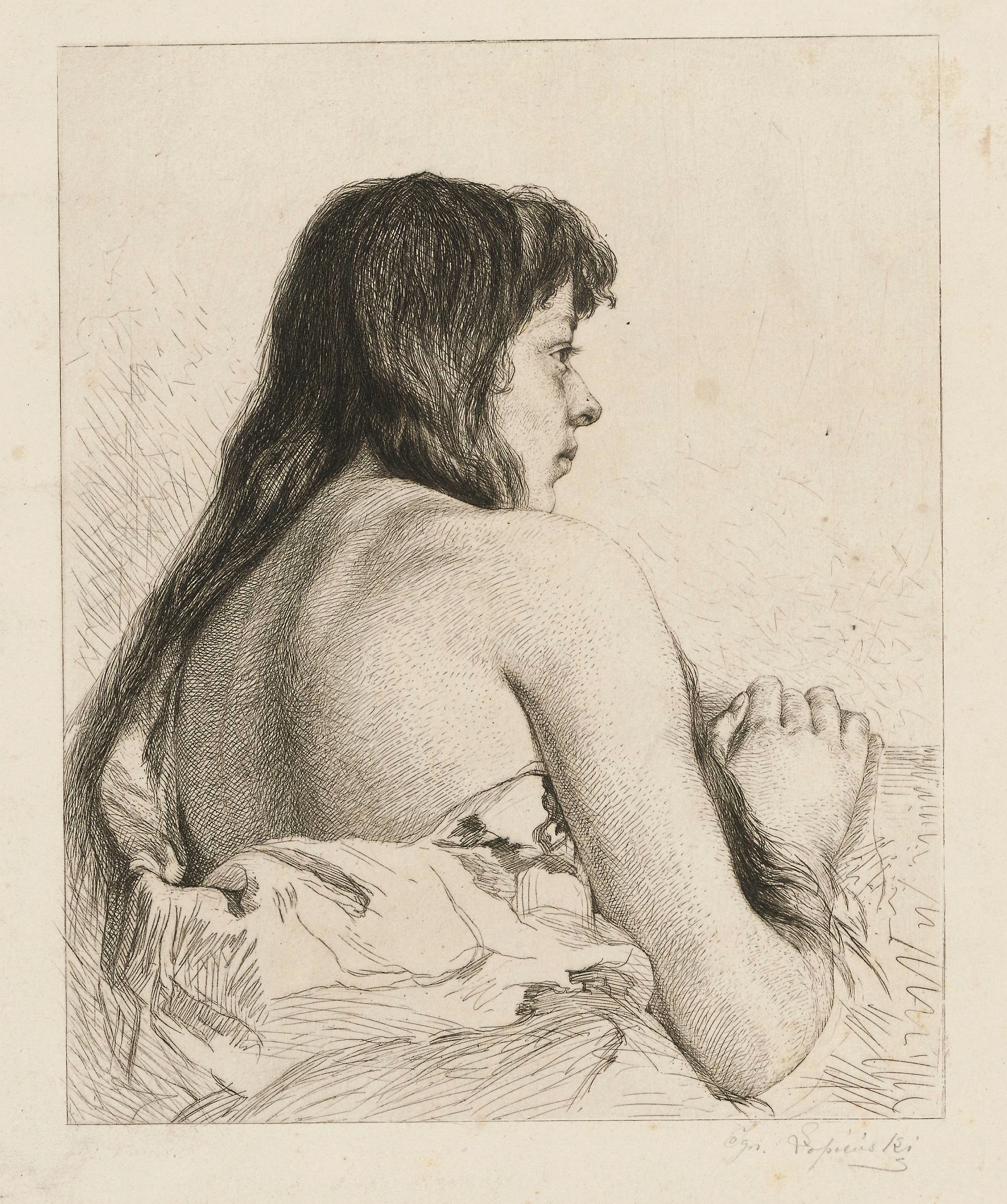
Dívka s odhalenými zády
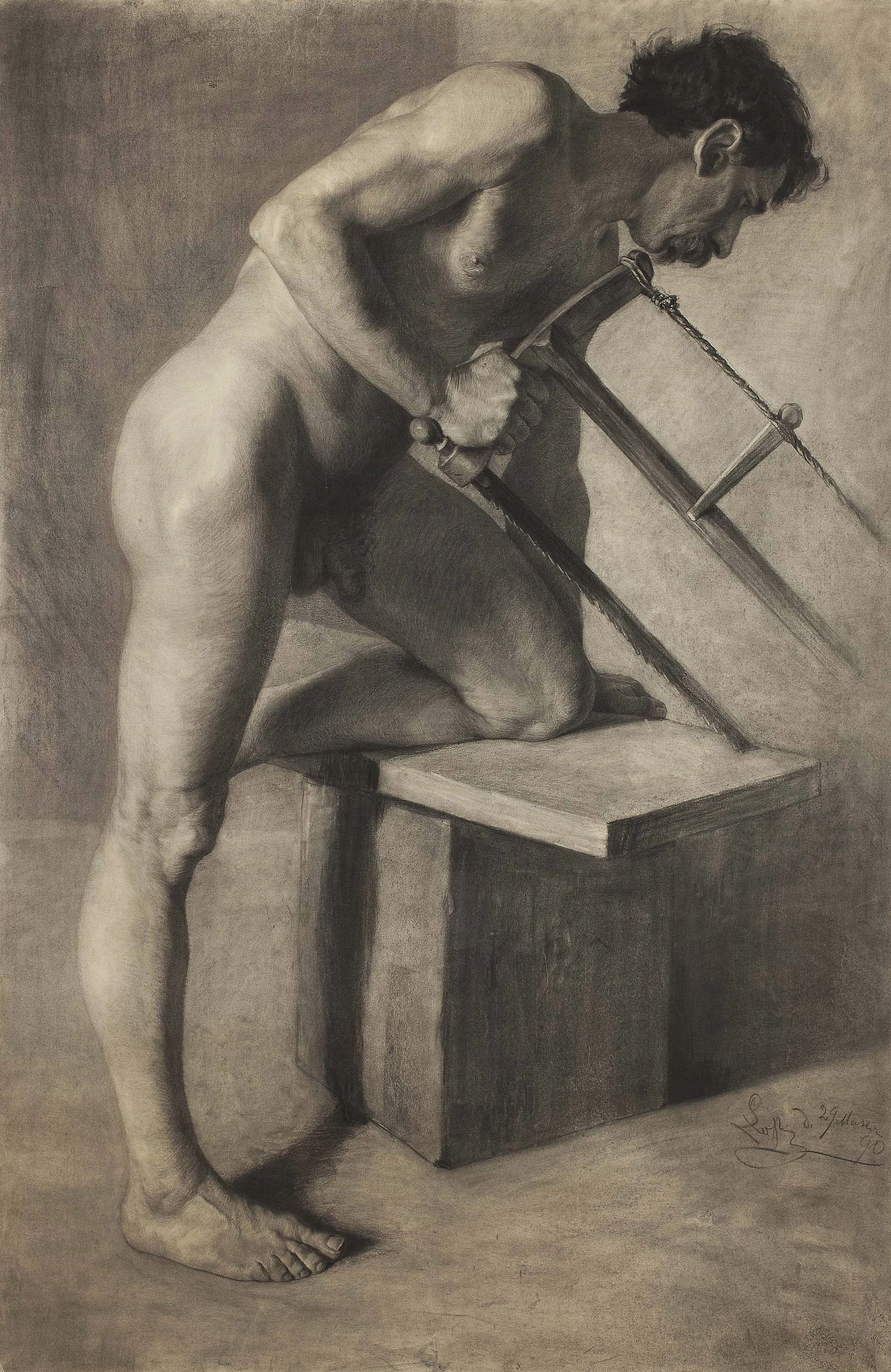
Mužský akt
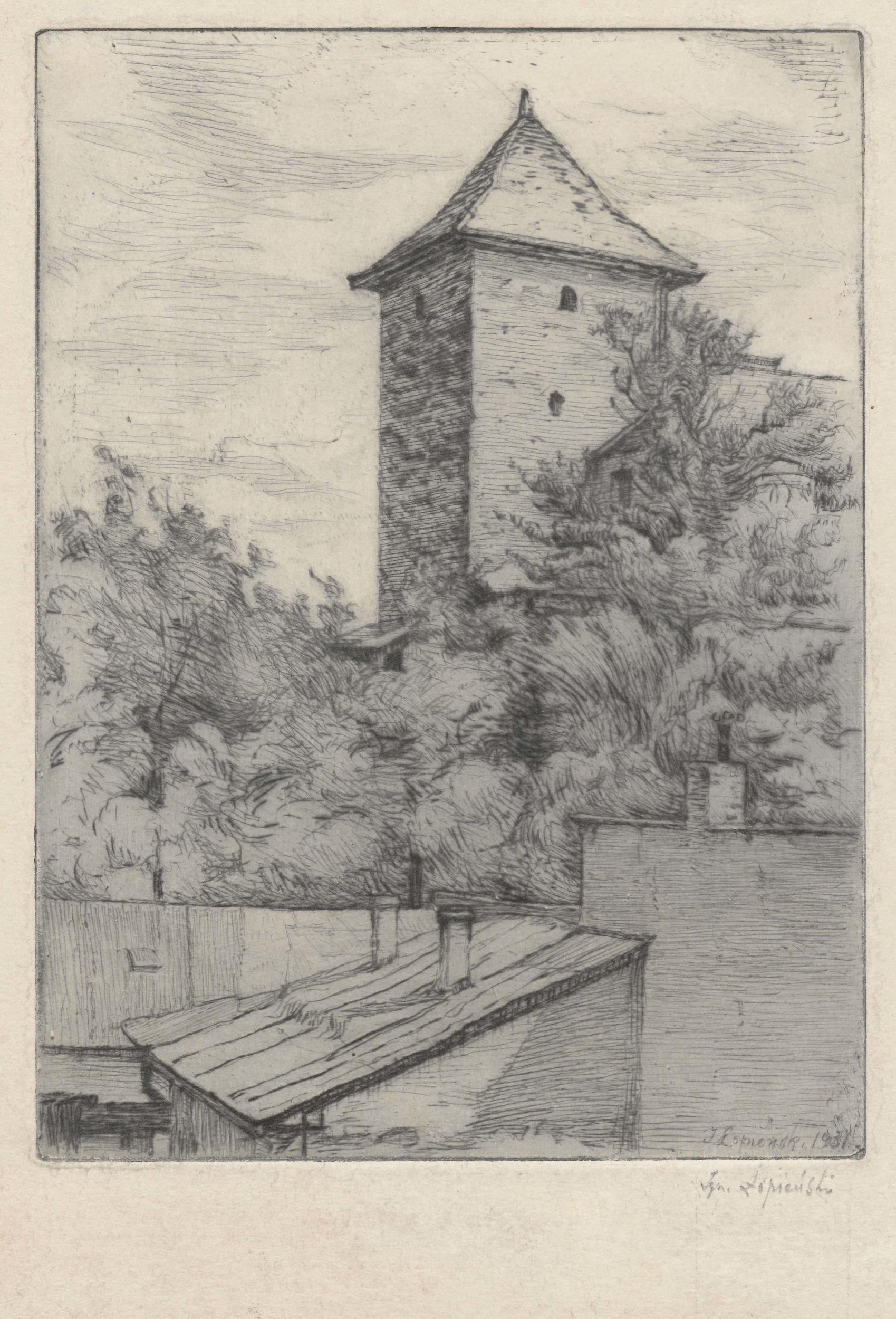
Hradní věž v Osvětimi